# Lista över naturreservat i Norrbottens län
Detta är en lista över naturreservat i Norrbottens län, sorterade efter kommun.

## Arjeplogs kommun
- Akkelis fjällurskog
- Allejaure
- Arvesjåkkå
- Askebergets naturreservat
- Ballekvare
- Björknäs (naturreservat)
- Blåsbergets naturreservat
- Fräkentjärnarna (naturreservat, Arjeplogs kommun) vid Fräkentjärnarna
- Galtispuoda
- Gárgguovárdduo naturreservat
- Gássabåtkkå
- Granberget (naturreservat, Arjeplogs kommun)
- Granselets naturreservat
- Guollejávrre naturreservat
- Hálka-Mårsoms naturreservat
- Harrurlidens naturreservat
- Hornavan-Sädvajaure fjällurskog
- Laisdalens fjällurskog
- Långsjön-Gåbrek fjällurskog
- Máhkkavárrie naturreservat
- Märkberget
- Nimtek (naturreservat)
- Njuollavárrie naturreservat
- Nymoran
- Nåddoks naturreservat
- Ranaks naturreservat
- Skarjaks naturreservat
- Stora Njakajaure naturreservat
- Ståkke-Bårgå fjällurskog
- Stårbatjvare naturreservat
- Södra Liksgielas
- Tjadnesvare
- Tjeggelvas (naturreservat)
- Tjuorre-Biessetjåhkkå
- Udtja (naturreservat)
- Vallegielas
- Veddekbäckens naturreservat
- Västra Njaltaheden
- Västra Stårbatjvare
- Yrafdeltat
- Ássjátj naturreservat
- Östra Njaltaheden

## Arvidsjaur kommun
- Bellunåive
- Bergmyrberget
- Bergmyrbäcken
- Björkselberget
- Blisterberget
- Bålkaberget
- Dubblabergen
- Döttrenåive
- Eliasro (naturreservat)
- Fettjärn (naturreservat)
- Gaddaberget
- Gallejaur (naturreservat)
- Gardevare
- Granbergen
- Granträsks naturreservat
- Guorpaliden
- Guortesliden
- Gåbddie
- Harrejaureliden
- Hedvallen (naturreservat)
- Jan-Svensamössan
- Kimkatjåkkå
- Kniptjärnsliden
- Knivberget
- Krokbergs naturreservat
- Krutbergen
- Kåtamyrans naturreservat
- Lamburträsk (naturreservat)
- Lehatt
- Lillträskberget
- Lomträskvattnet
- Mattisberget
- Myrberget
- Mörtträskheden
- Nakteberget
- Nilasjåkk
- Nimtek (naturreservat)
- Norra Långträskberget
- Nuortalidens naturreservat
- Nuorteliden
- Nybruksberget
- Paula (naturreservat)
- Paulajåkkå
- Pellobäcken
- Reivo
- Ruttjebäcken
- Rättselberget
- Rävaberget-Hornlidens naturreservat
- Serpralidens naturreservat
- Skarjevare
- Skirvo
- Spjutberget-Rymmarberget
- Stinttjärn (naturreservat)
- Stor-Abborrtjärnen (naturreservat)
- Stor-Getarbergets naturreservat
- Storberget-Renberget
- Storsandberget
- Svartliden-Whitberget
- Såkevarebergen
- Tabmokåive-Luossejaure
- Tjadnesvare
- Tjapsåive
- Tjipkuo naturreservat
- Tjuörrie
- Vinterberget
- Vittjåkk-Akkanålke fjällurskog
- Västra Gangsjajaure (naturreservat)
- Åbergets naturreservat
- Åheden (naturreservat)

## Bodens kommun
- Abborrtjärnbergshuvudets naturreservat
- Abborrtjärnhuvudena
- Alpasberget
- Björnbergen
- Björnbergsbranten
- Blybergets naturreservat
- Blåkölen
- Bratt-Gallabergets naturreservat
- Brännberget (naturreservat, Bodens kommun)
- Bröstsockerkläppen
- Gjutberget
- Granbergsbranten
- Grankölen
- Görjeån (naturreservat)
- Hattbäcken
- Hänghuvudet
- Inre Råberget
- Junkerkölens naturreservat
- Juovvavare
- Kilberget
- Klusåbergets naturreservat
- Korgen-Stormyran
- Korptjärnbergen
- Kuoratjjaure (naturreservat)
- Lundbäckskogen
- Långbergets naturreservat
- Långhedberget
- Långmyrskogen
- Mossavikberget
- Norr-Björkberget
- Odjursberget
- Rappomyran
- Renskinnskölen
- Snottermyrberget
- Stabbtjärnbäcken
- Storhuvudet
- Stor-Klöverhuvudet
- Stormyran (naturreservat)
- Svanahuvudet
- Såckosberget
- Södra Blåkölen
- Södra Storberget
- Urstjärnbäcken
- Verkmyran
- Yttre Storberget
- Åbojen
- Åkerby (naturreservat)
- Åsarna naturreservat

## Gällivare kommun
- Ainavarto naturreservat
- Amasvaara naturreservat
- Dundret
- Gierisoajvve naturreservat
- Granlandet (naturreservat)
- Hippatj
- Iso Linkkavaara
- Jerttalompolo (naturreservat)
- Kaipabäcken
- Kaitum fjällurskog
- Karsberget
- Kuolpajärvi (naturreservat)
- Lehtiroa naturreservat
- Lina fjällurskog
- Linalinkka
- Linkkarova
- Miesvaara
- Muorkaape
- Naulajärvi-Kirvesvuoma naturreservat
- Nuortajegge
- Pellokielas
- Puolva
- Puoutavare
- Päivävuoma
- Ránesvárre naturreservat
- Sileäkielinens naturreservat
- Sjaunja
- Skrövens naturreservat
- Stora Sjöfallets nationalpark
- Stora Vänsberget
- Stor-Pållars naturreservat
- Stubba
- Talvirova (naturreservat)
- Tjappesvare
- Tjuorvumkåbbå
- Toriskielisenjänkkä naturreservat
- Tunturit
- Vettasrova
- Vinkkakoski
- Ätnarova

## Haparanda kommun
- Haparanda-Sandskär
- Riekkola-Välivaara
- Säivisnäs (naturreservat)
- Tervajänkkä
- Torne-Furö

## Jokkmokks kommun
- Anderviksravinerna
- Aspbergen
- Biellovárre naturreservat
- Björkberget (naturreservat)
- Brännlandets naturreservat
- Buldanberget-Bielloáhpe naturreservat
- Bågevárre
- Dábmukjávrre naturreservat
- Didnoks naturreservat
- Doaresoajvve
- Fällberget
- Gánijvárre naturreservat
- Globerget
- Gärddatjåhkkå
- Görjeån (naturreservat)
- Hemberget
- Hästkullen
- Illoks naturreservat
- Jarrebäckens naturreservat
- Jielkká-Rijmagåbbå naturreservat
- Juovvavare
- Kallovaratjeh
- Kaltisbäcken
- Kamajokk (naturreservat)
- Kanibäckens naturreservat
- Kuoukaravinernas naturreservat
- Kronogård fjällurskog
- Kvikkjokk-Kabla fjällurskog
- Kåbdajaure (naturreservat)
- Kåbdalisvare
- Kåtamyrbäcken
- Lágamanvárre naturreservat
- Ligga (naturreservat)
- Luottåive fjällurskog
- Luvos (naturreservat)
- Låjssa naturreservat
- Messaurebäckens naturreservat
- Miessaureape
- Mittimyrans  naturreservat
- Måkkaure naturreservat
- Njánnjá
- Njietjagårsså naturreservat
- Norrkullens naturreservat
- Nuortajegge
- Palkijaurs naturreservat
- Parravirrehedens naturreservat
- Pietartievva
- Piatis naturreservat
- Pärlaudden
- Pärlälvens fjällurskog
- Rappobäcken
- Rappomyran
- Ramsojávrre naturreservat
- Ruoutevare
- Serri (naturreservat)
- Sievnavárre naturreservat
- Snipalandets naturreservat
- Solberget (naturreservat)
- Stenträskets naturreservat
- Stor-Killer (naturreservat)
- Stormyran (naturreservat)
- Storspikberget
- Suobbatselravinens naturreservat
- Suobbatåive-Jutsavare fjällurskog
- Suorke
- Svanträsk (naturreservat)
- Såkåive
- Tapmokberget
- Teunokis naturreservat
- Tilak (naturreservat)
- Tjaraivare naturreservat
- Tolikheden-Karkberget
- Udtja (naturreservat)
- Ultevis fjällurskog
- Vitberget, Älvsbyns kommun
- Vuojatnjarka naturreservat
- Vuollerimskogen
- Vuotnaape
- Vuotnaberget
- Åssjeape naturreservat
- Ätnakåbbå

## Kalix kommun
- Bergnäsudden (naturreservat)
- Bergträsket (naturreservat)
- Björn (naturreservat)
- Eriksören-Svartholmen
- Fattenborg
- Granholmen
- Grundträskån (naturreservat)
- Holsterörarna
- Kalix yttre skärgård
- Käll- och Mjöträsken
- Likskär (naturreservat)
- Malungsberget
- Malören
- Marabacken-Notvikrå
- Massan (naturreservat)
- Mellanlandet (naturreservat)
- Moån (naturreservat)
- Näverön
- Orrskärsrevet
- Revelberget
- Räktjärvsberget
- Skags-Furuholmen
- Stråkanäsberget
- Svarthällberget
- Säivisnäs (naturreservat)
- Trutskär
- Tällberget

## Kiruna kommun
- Abisko naturvetenskapliga station (naturreservat)
- Alajaure (naturreservat)
- Aptasvare fjällurskog
- Karhu pakura naturreservat
- Kuusivaara-Penikkajärvi naturreservat
- Laurivaara naturreservat
- Lehtivaara naturreservat
- Masugnsbyns naturreservat
- Matala Kuusivaara naturreservat
- Miesvaara
- Pauranki
- Pessinki fjällurskog
- Rautas fjällurskog
- Rautusakkara
- Ripakaisenvuoma naturreservat
- Stordalen (naturreservat)
- Temminki-Markkatieva naturreservat
- Torneträsk-Soppero fjällurskog
- Vastakielisenvuoma naturreservat
- Vathaanvaara naturreservat
- Vinkkakoski

## Luleå kommun
- Alterberget
- Bergöfjärden (naturreservat)
- Bockön (naturreservat)
- Brändöskär
- Bränseln
- Bådan (naturreservat)
- Båtöfjärden (naturreservat)
- Bälingeberget
- Degeröholmen
- Furuholmen (naturreservat)
- Gammelstadsviken (naturreservat) vid Gammelstadsviken
- Germandön
- Harufjärden
- Hästholmen (naturreservat)
- Junköns naturreservat
- Kallaxhedens naturvårdsområde
- Kallfjärden
- Kilberget
- Kluntarna
- Klöverträskbacken
- Kunoöhällan
- Lappön
- Likskäret
- Lill-Furuöns naturreservat
- Långöhällorna
- Lövberget, Luleå kommun
- Mossabäckens naturreservat
- Mosterberget
- Norr-Äspen
- Norra Kölens naturreservat
- Ormberget-Hertsölandet
- Rådmanvikbergets naturreservat
- Rödkallen-Söräspen
- Sakritjärnberget
- Sandöörarna
- Selets bruk (naturreservat)
- Smulterskäret
- Småskärens klippor
- Snöberget
- Stenåkern (naturreservat)
- Storkrokberget
- Storsandens naturreservat
- Svallmyrberget
- Sörilandhuvudet
- Tallinsudden
- Tväråkölen
- Umpomyrans naturreservat
- Vitfågelskäret, Luleå kommun

## Pajala kommun
- Ahmakero
- Anokangas
- Haaravaara (naturreservat)
- Harsu (naturreservat)
- Iskusvaara
- Jupukka
- Jalomaa naturreservat
- Jylkkyvaara
- Kiuhtisvaara
- Kolkonlaki
- Kolkonliika
- Kurkkiorova
- Kursujärvi (naturreservat)
- Kursuniskanmaa
- Kursunkangas
- Kuusivaara (naturreservat)
- Lompolonperänvaara
- Marjamaa
- Masugnsbyn (naturreservat)
- Naakakero
- Naakaoja
- Nenävuoma
- Nivalehto
- Norppujoki
- Norra Jukkasvaara naturreservat
- Norra Vaijavuoma
- Paljaslaki
- Palolaki rengärdes naturreservat
- Pessinki fjällurskog
- Puolamarova
- Päävaara naturreservat
- Rissavaara
- Rumpunen
- Ruohojoki (naturreservat)
- Sammakkovaara
- Suorsapakka
- Särkirova (naturreservat)
- Särkitievats naturreservat
- Södra Jukkasvaara
- Tervajoki (naturreservat)
- Tervavuoma
- Tunturit
- Tuohilehot
- Tuomikursun
- Täljstensskogen
- Vasikkavuoma
- Valkeajärvi naturreservat
- Vinsanlehto
- Vännijänkkä

## Piteå kommun
- Bondöfjärden (naturreservat)
- Degerberget-Hötjärnhällans naturreservat
- Dubblabergen
- Döman
- Flakaliden
- Forstjärnberget
- Halsören, Piteå kommun
- Haraliden
- Hällträskskogen
- Kallfjärden
- Lillflötuberget
- Lill-Huvberget
- Ludenhatten
- Luobbalheden
- Lustgården (naturreservat)
- Låssbäckens naturreservat
- Norrdal
- Rokliden
- Rosfors bruk
- Sandängesstranden
- Sodokberget
- Stor-Klockarträsk (naturreservat)
- Stor-Räbben
- Svartliden (naturreservat)
- Torrbergstjärn (naturreservat)
- Trollberget (naturreservat, Piteå kommun)
- Vargödraget
- Vargön (naturreservat)
- Vinterberget

## Älvsbyns kommun
- Arvidsträskberget
- Djupträsket (naturreservat)
- Dubblabergen
- Enstakaberget
- Globerget
- Gårdliden
- Kantaberget
- Långträskberget
- Nakteberget
- Rackberget
- Rävabacken (naturreservat)
- Storberget (naturreservat, Älvsbyns kommun)
- Storberget-Lavers naturreservat
- Storforsen
- Vilhatten
- Visttjärnliden
- Vitberget
- Åträsket (naturreservat)

## Överkalix kommun
- Brändknösarna
- Granberget (naturreservat, Överkalix kommun)
- Grundträskån
- Gärdforsberget
- Hemberget-Rönsjärv
- Hällberget (naturreservat)
- Iso Linkkavaara
- Juurakkomaa
- Kattisberget
- Laxforsberget
- Lombbergen
- Långlandet (naturreservat)
- Malungsberget
- Mellersta Hällberget
- Muggträsk
- Märkbergen
- Paskatieva
- Puoutavare
- Rudjärvberget
- Räktjärvsberget
- Rönsmyran
- Stora Ulmberget
- Stora Vänsberget
- Svartberget
- Tallberget
- Turpas
- Vaimisberget

## Övertorneå kommun
- Ahmarova
- Ahmasaajo
- Armasjärvimyren
- Asumaamaa
- Björkknösen
- Hirvivaara
- Iso-Kuusivaara
- Isovaara (naturreservat)
- Juurakkomaa
- Kitinvaara
- Koivujupukka
- Kuokkavaara
- Kuusilaenpalo
- Kuusivaara (naturreservat)
- Makkarajärvi
- Naarakero
- Norppujoki
- Pahta-Pirttivaara naturreservat
- Paljaskero
- Puostijoki (naturreservat)
- Seitterovantaustanjänkkä
- Särkirova (naturreservat)
- Vittakero
- Vittikkoseitterova
- Ylinen Honkanenvaara naturreservat